# Гливицкий повет
Гливицкий повят (пол. Powiat gliwicki) — повят (район) в Польше, входит как административная единица в Силезское воеводство. Центр повята — город Гливице (в состав повята не входит). Занимает площадь 663,35 км². Население — 115 157 человек (на 30 июня 2015 года).

## Административное деление
- города: Кнурув, Пысковице, Сосницовице, Тошек
- городские гмины: Кнурув, Пысковице
- городско-сельские гмины: Гмина Сосницовице, Гмина Тошек
- сельские гмины: Гмина Гералтовице, Гмина Пильховице, Гмина Рудзинец, Гмина Велёвесь

## Демография
Население повята дано на 30 июня 2015 года.
| Перепись            | Всего   | Мужчины | Женщины |
| ------------------- | ------- | ------- | ------- |
|                     | чел.    | чел.    | чел.    |
| Всего               | 115 157 | 55 813  | 59 344  |
| Городское население | 62 763  | 30 276  | 32 487  |
| Сельское население  | 52 394  | 25 537  | 26 857  |